# Кумаоні (мова)
Кумаоні або кумаонська мова — індо-європейська мова групи пахарі народу кумаоні, поширена в регіоні Кумаон індійського штату Уттаракханд, одна з 325 офіційно визнаних мов Індії.
1. ↑  https://web.archive.org/web/20050209191916/http://www.indus-intl.com/bookdetails.cfm?bookid=IN-02404
2. ↑  https://www.sil.org/resources/publications/entry/59642